# Морейра, Айморе
Айморе́ Море́йра (порт. Aymoré Moreira/Aimoré Moreira; 24 апреля 1912, Мирасема — 26 июля 1998, Салвадор (Баия)) — бразильский футболист и футбольный тренер. Чемпион мира 1962 года. Брат известных тренеров Зезе Морейры и Айртона Морейры.

## Карьера
Айморе Морейра начал карьеру в 1931 году в клубе «Эспорт клуб Бразил», через год он перешёл в «Америку». В 1934 году Айморе, вместе со своим братом Зезе, перешёл в клуб «Палестра Италия», за который он провёл 29 матчей (15 побед, 5 ничьих, 9 поражений) и в них пропустил 39 голов, в год своего дебюта в клубе, Морейра стал чемпионом штата Сан-Паулу. В 1936 году Морейра перешёл в клуб «Ботафого», за который провёл 10 лет, до конца своей карьеры в 1946 году.
В сборной Бразилии Айморе дебютировал 28 ноября 1932 года в товарищеском матче с «Атлетико Андараи», и всего провёл за команду 4 игры, три из которых на Кубок Рока со сборной Аргентины, в этих 4 матчах Морейра пропустил 13 мячей. В 1942 году Айморе Морейра был в заявке сборной на чемпионате Южной Америки, но на поле не выходил.
В 1948 году Айморе Морейра, после того как окончил школу физического воспитания в Рио-де-Жанейро, начал тренерскую карьеру в клубе «Олария», затем работал с «Бангу» и «Сан-Кристованом». Затем руководил «Палмейрасом» два периода с 1951 по 1952 год и с 1954 по 1957 год, за это время клуб одержал 95 побед, 44 матча свёл вничью и 54 проиграл. Морейра руководил сборной штата Сан-Паулу и множеством клубов, включая «Сантос», «Португеза Деспортос», «Сан-Паулу», «Фламенго» (20 матчей — 7 побед, 3 ничьи и 10 поражений), «Коринтианс» и другими. Морейра поработал и за пределами Южной Америки, в Португалии с «Боавиштой» и «Порту», а также в Греции, где тренировал «Панатинаикос».
Но самым большим успехом в его карьере стала работа со сборной Бразилии. Которую он впервые недолго возглавлял в 1953 году, а через 8 лет в 1961 году, сразу изменив тактический рисунок игры с 4-2-4, который принёс победу на чемпионате мира 4 годами раньше, на 4-3-3, сменив позицию Марио Загало с крайнего форварда на крайнего полузащитника. Это принесло свои плоды, команда выиграла Кубок Освалдо Круза, Кубок О'Хиггинса, Кубок Рио-Бранко и чемпионат мира 1962 года, в финале которой была повержена Чехословакия 3:1. Морейра возглавлял сборную и в период с 1967 по 1968 год, но то был период коррупции в бразильском футболе, которая проводила огромное количество выставочных товарищеских матчей, организуемых начальником команды и крупным бизнесменом Пауло Машадо де Карвальо, а Морейра, тихий человек, теоретик футбола, никак не мог ему помешать. Всего под руководством Морейры сборная провела 63 матча, в которых одержала 38 побед, 9 сыграла вничью и 16 проиграла.
Свою тренерскую карьеру Морейра закончил в 1986 году, после тяжелой операции на груди. Он стал журналистом, работая в газетах Салвадора, а также радио- и телекомментатором. 26 июля 1998 года Морейра скончался в клинике Салвадора и был кремирован. У него остались жена Нейде и двое детей (Шейла и Эдер Морейра). В его честь в Салвадоре названа улица.

### Статистика
| Матчи Айморе Морейры за сборную Бразилии | Матчи Айморе Морейры за сборную Бразилии | Матчи Айморе Морейры за сборную Бразилии | Матчи Айморе Морейры за сборную Бразилии | Матчи Айморе Морейры за сборную Бразилии | Матчи Айморе Морейры за сборную Бразилии |
| Дата                                     | Оппонент                                 | Счёт                                     | Голы                                     | Соревнование                             |                                          |
| ---------------------------------------- | ---------------------------------------- | ---------------------------------------- | ---------------------------------------- | ---------------------------------------- | ---------------------------------------- |
| 28 ноября 1932                           | Атлетико Андараи                         | 7-2                                      | -                                        | Товарищеский матч                        |                                          |
| 18 февраля 1940                          | Аргентина                                | 2-2                                      | -                                        | Кубок Рока                               |                                          |
| 25 февраля 1940                          | Аргентина                                | 0-3                                      | -                                        | Кубок Рока                               |                                          |
| 5 марта 1940                             | Аргентина                                | 1-6                                      | -                                        | Кубок Рока                               |                                          |